# Дельта (спецподразделение)
Первое оперативное подразделение войск специального назначения «Дельта» (общеизвестен как англ. 1st Special Forces Operational Detachment-Delta / 1st SFOD-D, Delta Force; позже переименован в Combat Applications Group / CAG; ныне именуется Army Compartmented Elements / ACE) — подразделение специального назначения Армии США, существенный элемент USSOCOM.
Задачами Delta Force являются борьба с терроризмом, восстаниями, выполнение секретных заданий, включающих, но не ограниченных спасением мирных граждан и вторжением.

## История

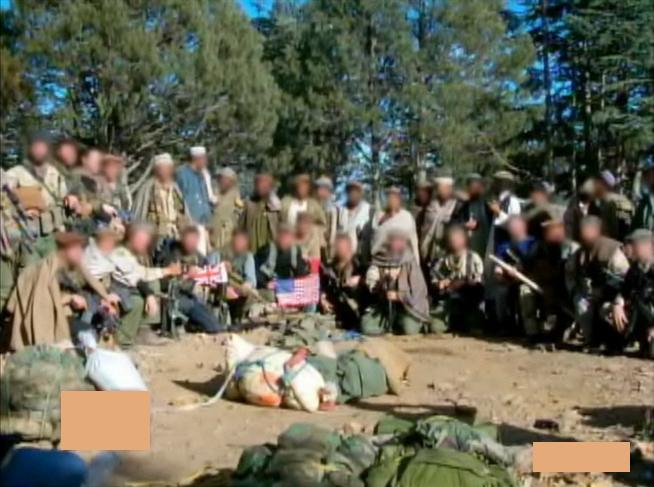
Спецподразделение Дельта в афганских пещерах Тора-Бора в 2001 году.

Создание отряда Дельта было следствием хорошо освещённых прессой террористических актов в 1970-х годах, начиная с теракта на мюнхенской Олимпиаде. Из-за роста террористической угрозы и возможности быть атакованными, правительство США посчитало нужным создание контртеррористического формирования. Ключевые военные и государственные лица получили указания по организации подобной группы. Чарльз Элвин Бэквит, полковник Сил специального назначения Армии США, сотрудничал с британской Особой воздушной службой (22-й полк, англ. SAS) в начале 1960-х. В то время спецназ США сосредоточил своё внимание на вышедшей за рамки войне, но Бэквит был поражён быстрым реагированием SAS и их контртеррористическим потенциалом. Он провёл собеседование с военными и государственными лицами, которые тоже были заинтересованы навыками SAS.
Бэквит объявил, что создание подобного объединения займёт 24 месяца. Но угроза терроризма росла, и правительству США нужна была защита, пока Дельта была на стадии формирования. 5-я Группа Специального Назначения создала объединение Blue Lights, участниками которого было небольшое количество человек, которые тренировались специально для заданных целей. Blue Lights существовали до начала 1980-х.
4 ноября 1979 года, практически сразу после создания Дельты, 53 американца были взяты в заложники в американском посольстве в Тегеране. Группе была поручена операция «Орлиный коготь» (англ. Eagle Claw) целью которой являлось проникнуть незамеченными в страну и спасти заключённых в течение 24-26 апреля 1980 года.
Операция провалилась из-за слишком усложнённого плана, недостаточно тренированной авиационной команды спецназначения для сопровождения экипажа, столкновения спасательного вертолёта и авиатанкера с топливом, технических трудностей, которые уменьшили число действующих вертолётов с 8 до 5 (на один меньше необходимого количества) до того, как участники операции смогли покинуть место падения вертолёта, чтобы атаковать.
После проваленной операции правительство США пересмотрело свои контртеррористические способности и в итоге создало новые объединения, включающие ССО ВМС США «SEAL» (англ. SEAL Team 6) и 160-й авиационный полк специальных операций (англ. 160 Special Operation Air Regiment), также известный как «Ночные сталкеры», цели и задачи которого сфокусированы на операциях, таких как «Орлиный коготь». Совместное командование спецоперациями (англ. Joint Special Operation Command) также было создано для контроля за совместной подготовкой контртеррористических подразделений и различных отрядов войск США.
В 2006 году Марк Боуден издал книгу «Гости Аятоллы: Первая битва американских войск с вооружённым исламом», которая освещает хронику захвата пленных в Иране. Эта книга содержит первые доклады отряда Дельта о провалившейся спасательной операции. В сопровождении к книге есть фото и видео — интервью с участниками событий на сайте Atlantic Monthly.

## Организация и структура
Есть очень много впечатляющих сведений об отряде Дельта, но всё же нет официальных данных касательно особых фактов. Дельта находится в подчинении Командования специальных операций США (USSOCOM), но управляется Совместным командованием специальных операций (JSOC). Некоторые источники, включая книгу «Отряд Дельта изнутри» (Inside Delta Force), написанную главным сержант-майором Эриком Л. Хэйни[en], оценивают личный состав в 800−1000 человек, включающий в себя лиц, непосредственно участвующих в операциях.

## Войсковые обозначения
Общая численность личного состава подразделения, по открытым данным, достигает 1000 человек.
Три отдельных роты СпН
- Рота А
- Рота В
- Рота C

Оперативно-штабной отдел D 

Административное управление E
- отдел кадров
- отдел боевой подготовки
- отдел ОТ
- отдел специальной связи
- информационно-исследовательский отдел,
- финслужба
- медслужба
- транспортный отдел

Отдельная вертолётная эскадрилья СпН 

медслужба СпН

## Набор в подразделение
Большинство новобранцев набирается из Сил специального назначения Армии США (англ. United States Army Special Forces) и из 75-го полка армейских рейнджеров США (англ. 75th Ranger Regiment), но некоторые бойцы приходят из других войсковых частей. С 1990 Армия объявила набор в первое подразделение SFOD-D, которое относится к отряду Дельта. Объявление о наборе появилось лишь в газете Форта-Брэгг «Параглайд» (Paraglide) и имело следующее содержание «… Армия США организовала специальное объединение для проведения необходимых заданий быстрого реагирования с большим количеством разнообразных уникальных спецопераций…» Желающие должны быть исключительно мужского пола, ранг от Е-4 до Е-8, иметь минимум 2 года военной службы в армии США, возраст от 21 года и выше, иметь рейтинг GT не менее 110 баллов за экзамен по вооружённой профессиональной подготовке (англ. Armed Services Vocational Aptitude Battery), пройти собеседование, чтобы быть принятыми.

### Ход отборочного процесса
На ранней ступени метод отбора был основан на модели британских SAS. Книга Эрика Л. Хэйни «Отряд Дельта изнутри» описывает процесс отбора во всех деталях. Хэйни пишет, что курс начинался со стандартных тестов, включающих в себя: отжимания, приседания и 3,2 км бега. Выбранные кандидаты затем проходили серию заданий по ориентированию на местности на дистанции 29 км, задание по ночному ориентированию с грузом 16 кг за плечами. По ходу продвижения вес рюкзака и дистанция увеличиваются, а время прохождения сокращается. Задания заканчиваются, когда испытуемые проходят 64 км с 20 кг за плечами по неровной обширной местности. Хэйни говорит, что только высокопоставленные служащие из Пентагона, могли знать установленный режим времени, но все оценки, отборочные задания и условия были установлены кадровым составом Дельты. Умственная часть тестирования начиналась с психологических экзаменов. Человек из Совета инструкторов Дельты, объединение психологов и главнокомандующий Дельты задают множество вопросов кандидату, изучая его ответы и поведение с целью морально его истощить. Затем главнокомандующий произносит вердикт, принимают ли они кандидата в ряды Дельты или нет. Если кандидат был выбран стать бойцом Дельты, то он проходит 6-месячный курс подготовки бойца, где овладевает антитеррористическими и контрразведывательными знаниями и навыками. Курс включает в себя точность стрельбы из огнестрельного оружия и обращение с различными другими видами оружия. Дивизион Специальных Действий (англ. Special Activities Division), совершенно секретное подразделение Центрального Разведывательного Управления (англ. Central Intelligence Agency) и особое его элитное подразделение Группа Специальных операций (англ. Special Operations Group) часто отбирают бойцов из отряда Дельта.

## Тренировки
Дельта сотрудничает с такими иностранными военными подразделениями, как австралийский SASR, британская SAS, канадская JTF-2, французский GIGN, немецкий GSG 9, израильский «Сайерет Маткаль»; часто тренировки подразделения объединяются с тренировками других американских контртеррористических образований, такими как HRT ФБР и DEVGRU, известным как Navy SEAL Team Six (команда расформирована и в данный момент сотрудники SEAL Team Six находятся в распоряжении USSOCOM).
Бойцы Дельты уделяют огромное внимание огневой подготовке и проводят по 8 часов в день на специально оборудованных стрельбищах. Солдаты Дельты оттачивают навыки стрельбы с любых позиций до совершенства. Вот что сказал бывший боец подразделения: «Мы достигли совершенства. Каждый раз, когда мы стреляли, мы старались попасть прямо в чёрную метку, но дальше прогресс стрельбы начал снижаться, тогда нам потребовалось изучать тонкости механики и баллистику стрельбы. Вскоре мы смогли бы поразить и волосинку». Члены подразделения Дельта сначала учатся стрелять на небольшие расстояния, доводя его до совершенства, потом увеличивают дальность и продолжают работать в таком же темпе. Со временем они учатся стрелять при ходьбе точно в голову, а совершенство приходит, когда операторы при полноценном беге стреляют прямо в голову движущейся мишени.

## Униформа
Пентагон тщательно следит за публикацией любой информации об отряде Дельта и отказывается комментировать её секретные задания. Бойцам Дельты гарантирована свобода передвижения и автономность. Они редко носят обмундирование, обычно одеты в гражданскую одежду как повседневно, так и на заданиях. Это сделано для того, чтобы скрыть сходство между засекреченными бойцами. Когда на них надета одинаковая камуфляжная форма, на ней нет ни опознавательных знаков, ни имён, ни званий. Стиль волос на голове и лице разрешается иметь неформальный, подходящий по гражданским стандартам, чтобы при выполнении боевой задачи бойца не распознали как военного. Специальное положение, которым Дельта отличается от обычных войск, упомянуто в книге «Падение „Чёрного ястреба“» (англ. Black Hawk Down) Марка Боудена.

## Командиры
- Чарльз Э. Беквит[англ.] (19 ноября 1977 — 1980)
- Уильям Ф. Гаррисон (1985 — июнь 1989)
- Питер Дж. Шумейкер (июнь 1989 — июль 1992)
- Уильям Дж. Бойкин (июль 1992 — июль 1994)
- Элдон А. Барджвелл (июль 1996 — июль 1998)
- Гэри Л. Харрелл (июль 1998 — июль 2000)
- Беннет С. Сэколик (апрель 2003 — июль 2005)
- Остин С. Миллер (июль 2005 — 2007)
- Марк Дж. О'Нил (2 июля 2009 — август 2011)
- Кристофер Т. Донахью

## В массовой культуре
- Сняты два фильма — Отряд «Дельта» и Отряд «Дельта» 2 — с Чаком Норрисом в главной роли.
- Спецподразделению посвящена серия компьютерных игр «Delta Force».
- Операторы спецподразделения также являются главными действующими лицами в компьютерных играх «Crysis» и «Crysis Warhead».
- В компьютерной игре «Call of Duty: Modern Warfare 3» игрок играет за бойца «Дельты» Дерека «Фроста» Вестбрука.
- Бойцы «Дельты» упоминаются в игре «Call of Duty: Modern Warfare 2».
- Бойцы «Дельты» в одной из миссий игры «Crysis 2» помогают главному герою.
- Бойцы подразделения «Дельта»: капитан Уокер, лейтенант Адамс и сержант Луго — в игре «Spec Ops: The Line» направлены в разрушенный Дубай для оценки ситуации на месте и организации эвакуации населения и батальона «Проклятых», находящегося под командованием полковника Конрада.
- Бойцом «Дельты» является Чейз Моран — муж Памелы Моран, одной из главных героинь американского сериала «Армейские жёны».
- Отряды специального назначения «Дельта-1», «Дельта-2» и «Дельта-3» фигурируют в романе Дэна Брауна «Точка обмана».
- В фильме «Падение чёрного ястреба» бойцы подразделения «Дельта» участвуют в операции в Сомали в 1993 г.
- Сериал «The UNIT» снят по мотивам книги «Отряд Дельта изнутри» (Inside Delta Force) Эрика Л. Хэйни.
- В игре «Medal of Honor» 2010 года, основанной на реальных событиях, присутствует отряд бойцов «Дельты», действующий в ходе операции «Анаконда» в Афганистане.
- В фильме «28 недель спустя» «зелёная зона» в Лондоне охраняется отрядом «Дельта». Один из основных героев, сержант Дойл, является снайпером этого отряда.
- В серии игр «Conflict» (кроме игры «Conflict: Vietnam») можно выбрать отряд «Дельта».
- Бойцы отряда «Дельта» фигурируют в фильме «Спектральный анализ».
- В книге «Ген деструктивного поведения» описано противостояние советской разведки и «Дельты».
- В фильме «Убийца» бойцы «Дельты» ведут охрану конвоя.
- Джилл Валентайн из серии игр «Resident Evil» проходила подготовку в отряде «Дельта».